# Pfarrkirche Obermarkersdorf

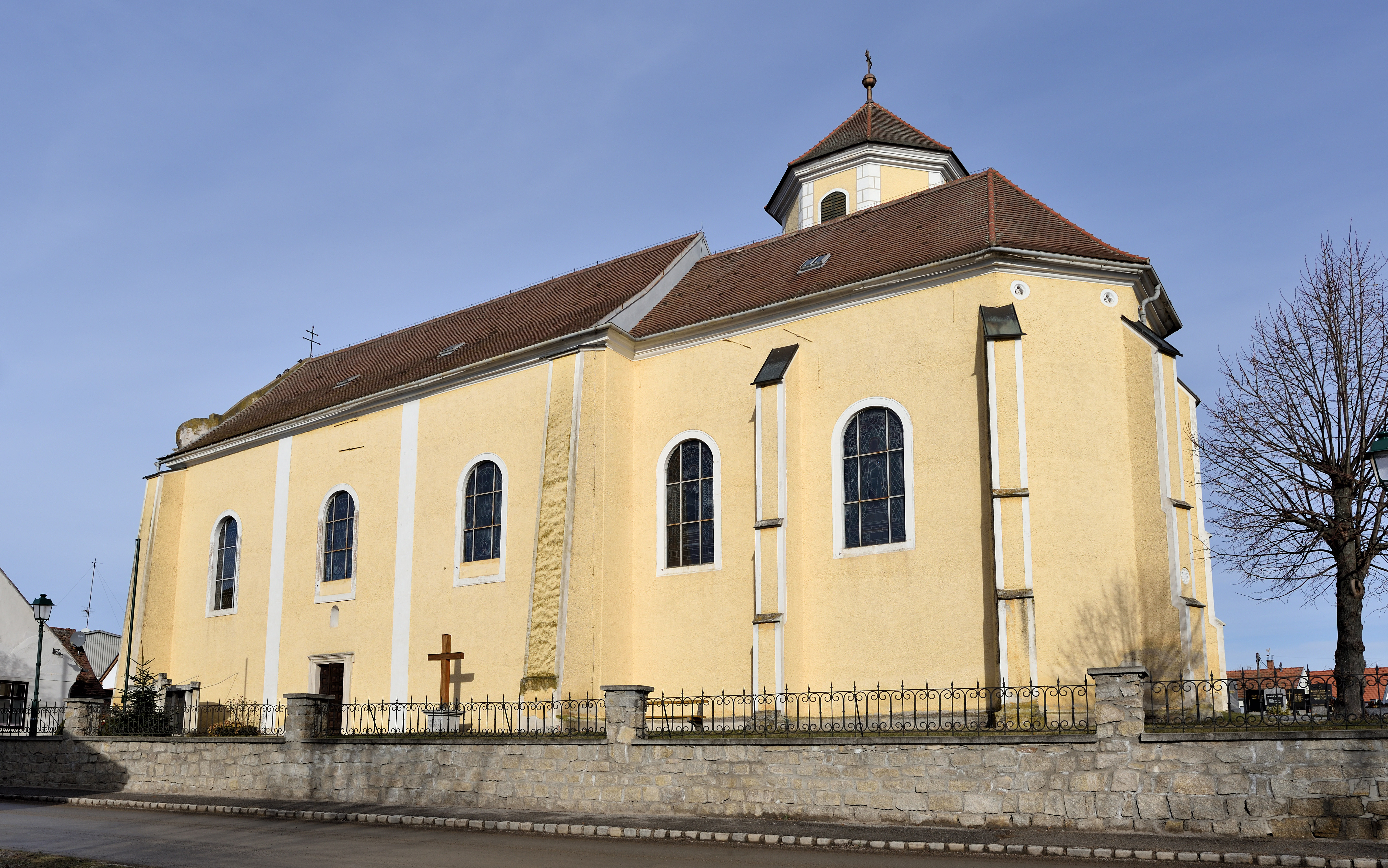
Katholische Pfarrkirche Hll. Nikolaus und Urban in Obermarkersdorf

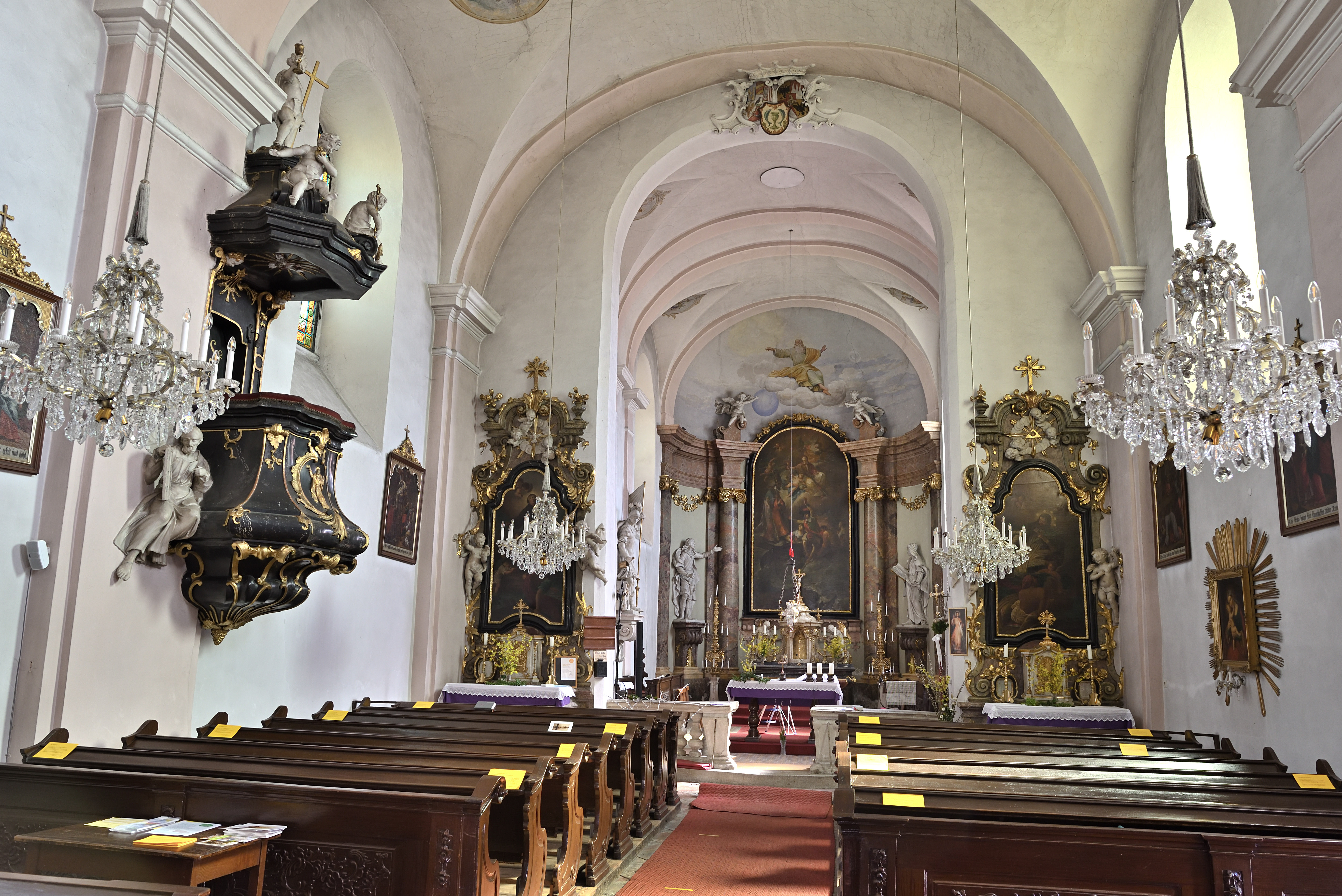
Langhaus, Blick zum Chor

Die römisch-katholische Pfarrkirche Obermarkersdorf steht am Südrand der Ortschaft Obermarkersdorf in der Stadtgemeinde Schrattenthal in Bezirk Hollabrunn in Niederösterreich. Die dem Patrozinium der Heiligen Nikolaus und Urban unterstellte Pfarrkirche gehört zum Dekanat Retz-Pulkautal in der Erzdiözese Wien. Die Kirche steht unter Denkmalschutz (Listeneintrag).

## Geschichte
Die Pfarre wurde vor 1383 gegründet. Für das Jahr 1389 ist eine Kirchweihe genannt, 1489 eine Neuweihe. Das Langhaus aus dem Jahr 1720 wurde nach einem Brand 1757 wiederhergestellt und verändert.

## Architektur
Der barocke Kirchenbau mit einem gotischen Chor und einem Nordturm ist von einem Friedhof umgeben.
Das Kirchenäußere zeigt einen polygonal geschlossenen Chor aus dem Ende des 13. Jahrhunderts mit dreistufigen Strebepfeilern, unter dem Dachgesims gibt es kleine Rundfenster mit einer Dreipassfüllung. Der gotische Chor mit einem barocken achtseitigen Aufbau hat rundbogige Schallfenster und ein Zeltdach. Das Langhaus zeigt Fassaden mit Lisenengliederung und Rundbogenfenster, die Westfront hat über einem Hauptgesims einen Volutengiebel, das Westportal hat eine barocke Einfassung und eine gerade Verdachung auf Volutenkonsolen.
Das Kircheninnere zeigt sich einheitlich barock. Das dreijochige Langhaus hat eine Stichkappentonne auf Gurtbögen auf breiten gestuften Pilastern. Die dreiachsige Westempore ist kreuzgratunterwölbt. Der eingezogene Triumphbogen ist barock korbbogig. Der zweijochige Chor hat eine Stichkappentonne über Doppelgurten, die Apsis schließt mit einem ausgerundeten Fünfachtelschluss. Die Sakristei im Turmerdgeschoß hat ein Kreuzrippengewölbe aus dem Ende des 14. Jahrhunderts.
Im Chor gibt es barocke Wandmalereien um die Mitte des 18. Jahrhunderts, sie zeigen Gottvater auf einer Wolkenbank sowie Tondi mit christologischen Symbolen. Die Glasmalerei im Chor zeigt die Heiligen Antonius von Padua, Christus und Maria, um 1900.

## Einrichtung
Der Hochaltar aus der Mitte des 18. Jahrhunderts hat einen dreiteiligen säulengegliederten Stuckmarmoraufbau und ist dem Chorschluss vorgeblendet, er zeigt das Altarblatt hl. Urban und die Errettung der Schiffbrüchigen durch den hl. Nikolaus und trägt die seitlichen Statuen der Heiligen Joachim und Anna sowie Florian und Donatus um die Mitte des 18. Jahrhunderts. Der Tabernakel auf einer freistehenden Sarkophagmensa ist aus der Mitte des 18. Jahrhunderts.
Die Orgel baute Matthäus Jeßwagner 1759, die Brüstung zeigt sich mit geschnitztem Rokokogitter. Eine Glocke nennt Andreas Klein 1757.